# Thorea bachmannii
Thorea bachmannii – gatunek krasnorostu z rodziny Thoreaceae.
Gatunek występuje w Argentynie.
Wielkość krasnorostu wynosi około 625-800 milimetrów. Długość włókien asymilacyjnych wynosi od 170 do 253 mm. Spermacjum rozwija się na specjalnych gałązkach znajdujących się w pobliżu podstawy włókien asymilacyjnych, jest bezbarwne oraz ma kształt eliptyczny lub jajowaty.